# City Hunter (serie de televisión)
City Hunter (en hangul, 시티헌터; romanización revisada, Sitiheonteo), conocida también en español como Cazador de la ciudad, es una serie de televisión surcoreana de acción emitida en 2011, basada en el manga City Hunter (シティーハンター) escrito e ilustrado por Tsukasa Hōjō, sobre un joven que debe tomar venganza por su padre sustituto, a todos los que le hicieron daño en 1983 y lo continúan haciendo con la gente en 2011 mediante el descubrimiento de casos de corrupción, ganándose el título de Cazador de la ciudad. Pero el amor llega a su vida y deberá decidirse entre el mal y el bien.
Es protagonizada por Lee Min-ho recordado anteriormente por su papel en Boys Over Flowers dos años antes y Park Min-young de Sungkyunkwan Scandal un año antes. Fue transmitida en su país de origen por Seoul Broadcasting System desde el 25 de mayo hasta el 28 de julio de 2011, con una longitud de 20 episodios al aire los días miércoles y jueves a las 21:55 (KST).

## Sinopsis
En el año 1983, el presidente surcoreano y sus delegados están visitando Birmania, cuando una bomba colocada por agentes norcoreanos, explota, matando a algunos funcionarios de alto rango, evento histórico denominado como bombardeo de Rangún (conocido también como el incidente Rangoon). Para devolver el golpe, cinco funcionario de Corea del Sur planean una operación encubierta con nombre en código de "Clean Sweep", para entrar a Corea del Norte y matar a varios altos miembros del alto mando de ese país.
Lee Jin-pyo y Park Moo-yeol, dos guardaespaldas presidenciales de seguridad de servicio y mejores amigos estuvieron presentes en el atentado, organizan un equipo de 21 hombres para la misión. Sin embargo, ya que el equipo causa estragos en Pionyang, los funcionarios abortan el plan para evitar una crisis internacional si la misión se descubre. Su mayor preocupación es que Estados Unidos retirará su protección nuclear si la misión se hacía pública, a la luz de la declaración oficial de Seúl que no tomaría represalias.
La operación se realiza correctamente, pero a medida que las tropas nadan a las afueras del mar de Nampo esperan un submarino de Corea del Sur asignado para su extracción. Con el submarino abierto y la esperanza de entrar, de pronto francotiradores abren fuego sobre ellos. Moo-yeol da su vida para la salvar a Jin-pyo. Jin-pyo nadó hacia la orilla y regresó a Corea del Sur, donde se entera de que el servicio del equipo de asalto y los expedientes personales han sido borrados.
Con la promesa de vengar a sus compañeros caídos, Jin-pyo secuestra el hijo de Moo-yeol, que había nacido el día del atentado. Jin-pyo huye con el niño y lo cría como si fuera suyo y lo entrena intensamente para un combate. A raíz de un ataque contra una aldea en la que viven, Jin-pyo le confiesa su plan de venganza, después de 17 años a Lee Yoon-sung, hijo de Moo-yeol.

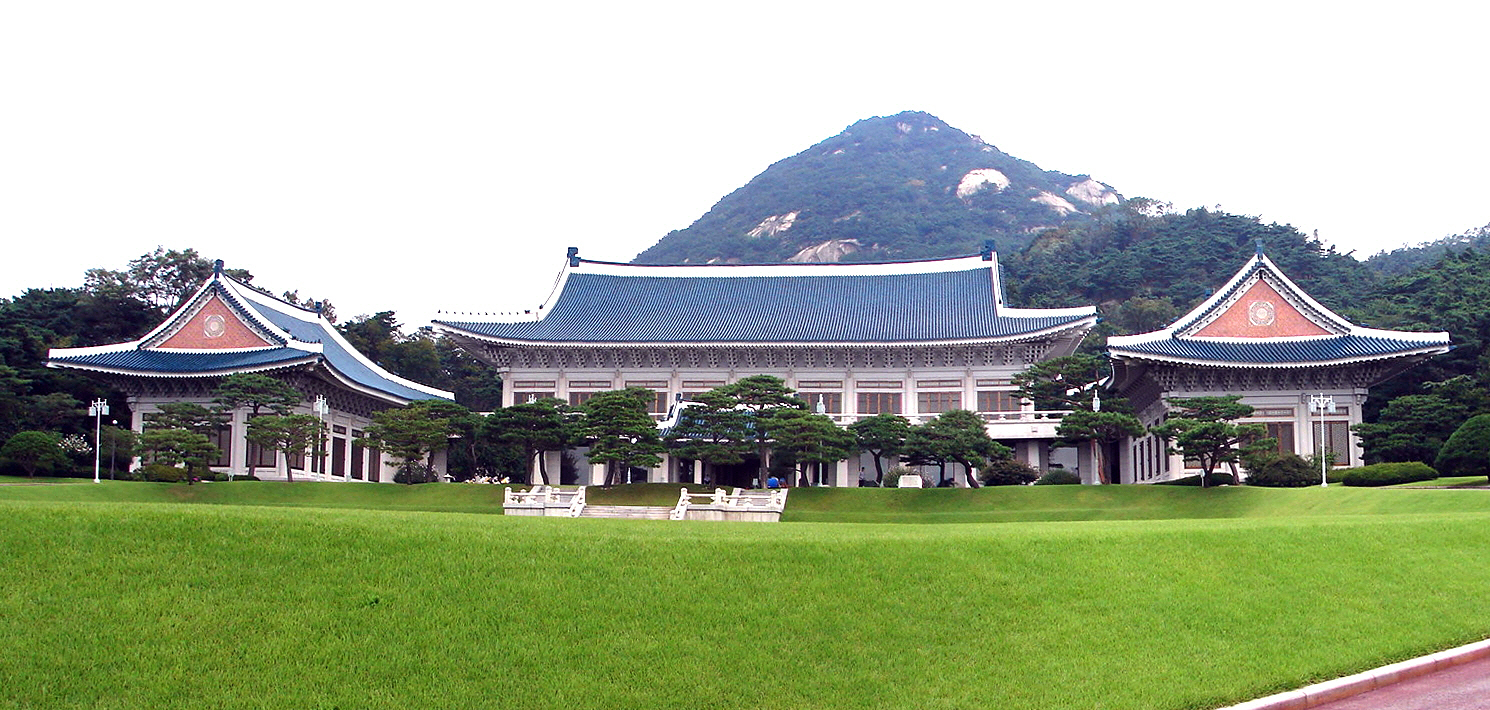
Casa Azul, lugar donde se desarrolla principalmente la historia

Siete años más tarde, después de terminar con éxito sus años en la universidad y lograr un doctorado en Estados Unidos en el Instituto de Tecnología de Massachusetts, Yoo-sung regresa a Corea del Sur para cumplir con el plan de venganza de su padrastro. Entra a la Casa Azul como un experto en el Equipo de Comunicación Red Nacional, que se encarga de la seguridad informática de la nación.
Ante su llegada a Seúl, es advertido por Jin-pyo dos cosas; No deberá confiar en nadie y dos, nunca se enamorará, ya que al hacerlo pondría en peligro a su gente, pero esto último es ignorado por él, que se enamora de una chica que había conocido por una fotografía en Tailandia, Kim Na-na. Mientras trabaja en la Casa Azul, comienza más fuerte la trama entre él y la guardaespaldas Na-na. Finalmente, ella lo ayuda a en la venganza, ya que descubre que ambos tienen el mismo objetivo, sumado a familiares y relacionados con las víctimas, que se unen y apoyan al cazador de la ciudad.

## Reparto

### Personajes principales
- Lee Min-ho como Lee Yoon-sung / Park Yoon-sung / John Lee.
- Park Min-young como Kim Na-na.
- Lee Joon-hyuk como Kim Young-joo.
- Hwang Sun-hee como Jin Se-hee.

### Personajes secundarios
Cazadores
- Kim Sang-joong como Lee Jin-pyo.
- Kim Sang-ho como Bae Shik-joong / Bae Man-deok.
- Jung Joon como Kim Sang-kook.

Asesinos
- Cheon Ho-jin como Choi Eung-chan.
- Choi Il-hwa como Kim Jong-shik.
- Choi Sang-hoon como Seo Yong-hak.
- Lee Hyo-jung como Lee Kyung-wan.
- Choi Jung-woo como Cheon Jae-man.

Casa Azul
Guardaespaldas
- Baek Seung-hyun como Park Ho-shik.
- Yang Jin-sung como Shin Eun-ah.

Seguridad informática
- Lee Seung-hyung como Song Young-deok.
- Lee Kwang-soo como Ko Ki-joon.
- Park Ye-joo.

Familiares del presidente
- Koo Ha-ra como Choi Da-hye.
- Yoon Ye-hee como la primera dama.

Fiscalía
- Kim Byung-choon como Jung Woo-hyun.
- Shin Young-jin como Kim Mi-ok.
- Choi Sung-ho como Jang Pil-jae.

### Otros personajes
- Kim Mi-sook como Lee Kyung-hee.
- Park Sang-min como Park Moo-yeol.
- Maeng Bong-hak como el padre de Na-na.
- Oh Ah-rang como la madre de Na-na.
- Yoon Joon-sung como Ko Ki-wook.
- Min Young-won como Kim Min-hee.
- Sung Chang-hoon como Seok Doo-shik.
- Choi Jin-ho como el director Hudson.
- Hwang Yeon-geol como un moderador.

## Banda sonora
La banda sonora de City Hunter fue lanzada en siete partes bajo el sello Sony Music.
Parte 1
Lanzado el 20 de mayo de 2011.

| N.º | Título                         | Artista         | Duración |  |
| 1.  | «Sarang» (Love)                | Kim Jae Beom    |          |  |
| 2.  | «Sarang - Instrumental» (Love) | Varios Artistas |          |  |

Parte 2
Lanzado el 3 de junio de 2011.

| N.º | Título         | Artista      | Duración |  |
| 1.  | «So Goodbye»   | Kim Jonghyun | 4:12     |  |
| 2.  | «It's Alright» | Yang Hwa Jin |          |  |

Parte 3
Lanzado el 10 de junio de 2011.

| Part 3 |                            |                 |          |  |
| N.º    | Título                     | Artista         | Duración |  |
| 1.     | «Cupid»                    | Girl's Day      |          |  |
| 2.     | «Cupid (Acoustic Version)» | Girl's Day      |          |  |
| 3.     | «Cupid» (Instrumental)     | Varios Artistas |          |  |
| 4.     | «Morning Garden»           | Varios Artistas |          |  |
| 5.     | «Dead or Alive»            | Varios Artistas |          |  |
| 6.     | «Sad Run»                  | Varios Artistas |          |  |
| 7.     | «Middle Point Symphony»    | Varios Artistas |          |  |
| 8.     | «Nice Play»                | Varios Artistas |          |  |
| 9.     | «Red Water»                | Varios Artistas |          |  |

Parte 4
Lanzado el 15 de junio de 2011.

| Part 4 |                                    |                 |          |  |
| N.º    | Título                             | Artista         | Duración |  |
| 1.     | «Suddenly»                         | Kim Bo Kyung    |          |  |
| 2.     | «Lonely Day»                       | J Symphony      |          |  |
| 3.     | «City Hunter» (Instrumental)       | Varios Artistas |          |  |
| 4.     | «Aria of the City» (Instrumental)  | Varios Artistas |          |  |
| 5.     | «Nana's Theme» (Instrumental)      | Varios Artistas |          |  |
| 6.     | «Glory of the City» (Instrumental) | Varios Artistas |          |  |
| 7.     | «Mama's Crying» (Instrumental)     | Varios Artistas |          |  |

Parte 5
Lanzado el 23 de junio de 2011.

| Part 5 |                                     |                 |          |  |
| N.º    | Título                              | Artista         | Duración |  |
| 1.     | «I Only Look At You»                | Gyuri           |          |  |
| 2.     | «I Only Look At You» (Instrumental) | Varios Artistas |          |  |

Parte 6
Lanzado el 6 de julio de 2011.

| Part 6 |                            |                 |          |  |
| N.º    | Título                     | Artista         | Duración |  |
| 1.     | «You and I»                | Rainbow         |          |  |
| 2.     | «You and I» (Instrumental) | Varios Artistas |          |  |

Parte 7
Lanzado el 20 de julio de 2011.

| Part 7 |                                                               |                 |          |  |
| N.º    | Título                                                        | Artista         | Duración |  |
| 1.     | «Can't Stop»                                                  | Son Han Byeol   |          |  |
| 2.     | «I Love You, I Want You, I Need You»                          | Apple Mango     |          |  |
| 3.     | «I Love You, I Want You, I Need You (Sweet Acoustic Version)» | Hara            |          |  |
| 4.     | «I Love You, I Want You, I Need You» (Instrumental)           | Varios Artistas |          |  |

## Recepción

### Audiencia
En azul la audiencia más baja y en rojo la más alta, correspondientes a las empresas medidoras TNms y AGB Nielsen.
| Ep. #    | Fecha de estreno    | Cuota de pantalla | Cuota de pantalla | Cuota de pantalla | Cuota de pantalla |
| Ep. #    | Fecha de estreno    | TNmS Ratings      | TNmS Ratings      | AGB Nielsen       | AGB Nielsen       |
| Ep. #    | Fecha de estreno    | Nacional          | Seúl              | Nacional          | Seúl              |
| -------- | ------------------- | ----------------- | ----------------- | ----------------- | ----------------- |
| 1        | 25 de mayo de 2011  | 9.5%              | 11.8%             | 10.5%             | 11.0%             |
| 2        | 26 de mayo de 2011  | 10.0%             | 12.2%             | 11.1%             | 12.2%             |
| 3        | 1 de junio de 2011  | 11.9%             | 13.6%             | 12.3%             | 13.0%             |
| 4        | 2 de junio de 2011  | 12.6%             | 15.0%             | 12.8%             | 13.3%             |
| 5        | 8 de junio de 2011  | 13.0%             | 15.7%             | 13.7%             | 14.9%             |
| 6        | 9 de junio de 2011  | 13.2%             | 15.4%             | 14.2%             | 14.8%             |
| 7        | 15 de junio de 2011 | 13.6%             | 16.7%             | 13.7%             | 14.0%             |
| 8        | 16 de junio de 2011 | 12.7%             | 14.2%             | 13.8%             | 13.8%             |
| 9        | 22 de junio de 2011 | 13.8%             | 15.2%             | 13.4%             | 13.4%             |
| 10       | 23 de junio de 2011 | 14.4%             | 16.4%             | 14.6%             | 15.4%             |
| 11       | 29 de junio de 2011 | 17.4%             | 19.5%             | 18.4%             | 19.4%             |
| 12       | 30 de junio de 2011 | 18.3%             | 20.5%             | 18.8%             | 19.1%             |
| 13       | 6 de julio de 2011  | 18.5%             | 20.5%             | 18.7%             | 19.8%             |
| 14       | 7 de julio de 2011  | 18.3%             | 20.6%             | 19.6%             | 19.8%             |
| 15       | 13 de julio de 2011 | 17.4%             | 19.6%             | 19.9%             | 20.5%             |
| 16       | 14 de julio de 2011 | 17.5%             | 18.8%             | 19.2%             | 19.8%             |
| 17       | 20 de julio de 2011 | 17.9%             | 19.6%             | 18.8%             | 19.7%             |
| 18       | 21 de julio de 2011 | 18.6%             | 20.3%             | 19.3%             | 19.3%             |
| 19       | 27 de julio de 2011 | 17.2%             | 18.7%             | 18.8%             | 19.0%             |
| 20       | 28 de julio de 2011 | 19.1%             | 20.6%             | 18.0%             | 20.0%             |
| Promedio | Promedio            | 15.2%             | 17.2%             | 16.0%             | 16.6%             |

## Premios y nominaciones
| Año  | Premio                               | Categoría                                                  | Nominado                    | Resultado |
| ---- | ------------------------------------ | ---------------------------------------------------------- | --------------------------- | --------- |
| 2011 | 4th Korea Drama Awards               | Mejor director                                             | Jin Hyuk                    | Nominado  |
| 2011 | 4th Korea Drama Awards               | Mejor actor                                                | Lee Min Ho                  | Ganador   |
| 2011 | 4th Korea Drama Awards               | Mejor actriz                                               | Park Min Young              | Nominado  |
| 2011 | 4th Korea Drama Awards               | Mejor actor secundario                                     | Kim Sang-ho                 | Nominado  |
| 2011 | 4th Korea Drama Awards               | Premio a la estrella Hallyu                                | Lee Min Ho                  | Ganador   |
| 2011 | 4th Korea Drama Awards               | Mejor nueva actriz                                         | Hwang Sun Hee               | Nominado  |
| 2011 | 5th Mnet 20's Choice Awards          | Chico Hot estrella de drama                                | Lee Min Ho                  | Nominado  |
| 2011 | SBS Drama Awards                     | Premio a la alta excelencia, actor en un drama especial    | Lee Min Ho                  | Ganador   |
| 2011 | SBS Drama Awards                     | Premio a la excelencia, actor en un drama especial         | Lee Joon Hyuk               | Nominado  |
| 2011 | SBS Drama Awards                     | Premio a la excelencia, actriz en un drama especial        | Park Min Young              | Nominado  |
| 2011 | SBS Drama Awards                     | Premio especial a la actuación, actor en un drama especial | Kim Sang Joong              | Nominado  |
| 2011 | SBS Drama Awards                     | Premio especial a la actuación, actor en un drama especial | Chun Ho-jin                 | Nominado  |
| 2011 | SBS Drama Awards                     | Premio a nueva estrella                                    | Goo Ha Ra                   | Ganador   |
| 2011 | SBS Drama Awards                     | Top 10 Stars                                               | Lee Min Ho                  | Ganador   |
| 2011 | SBS Drama Awards                     | Premio a la popularidad                                    | Lee Min Ho                  | Ganador   |
| 2011 | SBS Drama Awards                     | Premio a la popularidad                                    | Park Min Young              | Nominado  |
| 2011 | SBS Drama Awards                     | Premio a la mejor pareja                                   | Lee Min Ho & Park Min Young | Nominado  |
| 2012 | 48th Baeksang Arts Awards            | Premio a la popularidad, actor (TV)                        | Lee Min Ho                  | Nominado  |
| 2012 | 48th Baeksang Arts Awards            | Premio a la popularidad, actriz (TV)                       | Park Min Young              | Nominado  |
| 2012 | 48th Baeksang Arts Awards            | Premio a la popularidad, actriz (TV)                       | Goo Ha Ra                   | Nominado  |
| 2012 | 7th Seoul International Drama Awards | Drama excepcional Coreano                                  | City Hunter                 | Nominado  |
| 2012 | 7th Seoul International Drama Awards | Actor excepcional Coreano                                  | Lee Min Ho                  | Nominado  |
| 2012 | 7th Seoul International Drama Awards | Premio a la popularidad                                    | Lee Min Ho                  | Nominado  |

## Emisión internacional
- China: STAR Xing Kong.
- Emiratos Árabes Unidos: MBC Action.
- Filipinas: ABS-CBN y BIBO.
- Francia: Gong TV y KZTV.
- Hong Kong: Entertainment Channel, No.1 Channel y J2.
- Indonesia: Indosiar y RTV.[15]
- Japón: Fuji TV, BS Fuji y KNTV.
- Malasia: 8TV.
- Singapur: Channel U.
- Tailandia: Channel 7.
- Taiwán: EBC y ELTA.